# Manoir du Hardas
Le manoir du Hardas est un manoir situé à Louvaines, en France.

## Localisation
Le manoir est situé dans le département français de Maine-et-Loire, sur la commune de Louvaines.

## Historique
Le 14 février 1667 Charles François d’Andigné marquis de Vezins et Marie Collin son épouse Dt à Angers, vendent à Toussaint Chastelain juge consul d’Angers, la maison noble, terre fief et seigneurie du Hardas à Louvaines, domaine métairie vigne bois taillis et bois de haute futaie, meubles en ladite maison du Hardas, la métairie de Chematz au Lion d’Angers, qui lui appartient de la succession de Charles d’Andigné baron d’Angrie son père, ainsi que Rousseau en a joui à titre de ferme. Vente faite pour 36 500 L sur laquelle à déduire 8 623 L due par ledit Sgr de Vezins audit acquéreur (AD49-1E1135 - aveux de Sainte-Gemmes-d’Andigné).
Pendant la guerre de Vendée, les Chouans habiterent cette demeure. Tapi dans une cache secrète du grenier, Augustin René de Jourdan fut arrêté et fusillé par les bleus.
L'édifice est inscrit au titre des monuments historiques en 1991 et classé en 1994.